# Hydryphantidae
Hydryphantidae (лат.) — семейство тромбидиформных водяных клещей из надсемейства Hydryphantoidea (Parasitengona, Prostigmata).

## Описание
Микроскопического размера клещи (около 1 мм). Заострённый дорсодистальный выступ P4 не достигает кончика P5; идиосома обычно с разнообразно развитой дорсальной пластинкой (или пластинками); латеральные глаза, если присутствуют, в капсулах или на пластинках. Пальпы обычно хелатные или P4 с крупной дорсо-дистальной щетинкой и часто с мягкой и удлинённой идиосомой, или несколько стебельчатых ацетабул Ac (у некоторых Neocalonyx из Южной Америки Ac не стебельчатые, пальпы едва видны как хелатные). Дорсодистальное продолжение пальптибия — относительно короткая, толстая щетинка; идиосома обычно с различной степенью развития пластин или пластинок дорсально. Гнатосома с дорсодистальным голенным «когтем», выходящим далеко за пределы основания тарзуса; голени длиннее genua. Хелицеры 2-сегментные.
Hydryphantidae — большое семейство водяных клещей, которых часто можно встретить ползающими по погружённой растительности в прудах и водоёмах. Дейтонимфы и взрослые особи некоторых видов питаются яйцами водных насекомых, а личинки паразитируют на водных клопах, комарах и других группах насекомых.
Дейтонимфы и взрослые особи большинства представителей подсемейств — неповоротливые клещи, приспособленные к хождению или ползанию в водной растительности и детрите. Подсемейство Hydryphantinae включает крупный род Hydryphantes с многочисленными видами, обитающими в прудах и временных водоёмах по всему миру. Дейтонимфы и взрослые особи являются активными, но неуклюжими пловцами. Wandesiinae — подсемейство паразитирующих, преимущественно гипорхейных клещей. Подрод Wandesia (Pseudowandesia) является наиболее базальным кладом с представителями в Австралии, австральной части Южной Америки и во всем Северном полушарии. Личинки многих видов Wandesia паразитируют на веснянках (Plecoptera). Представители подрода Partnuniella известны из Северной и Южной Америки, и некоторые виды, такие как W. thermalis из западной части США и W. chechoi из Чили, живут в местах обитания горячих источников. В системе горячих источников в Йеллоустонском национальном парке (Вайоминг, США) личинки W. thermalis паразитируют на взрослых мухах-береговушках (Ephydridae), а взрослые клещи питаются яйцами этих мух. Успех личинок в поиске хозяев, по-видимому, составляет всего 25 %, главным образом потому, что распределение хозяев коррелирует со спорадическим и сильно кластеризованным цветением водорослево-бактериальных матов, на которых питаются их личинки. Виды других подродов рода Wandesia имеют относительно ограниченное распространение в Евразии и Северной Америке, что указывает на лавразийское происхождение, в то время как виды гондванского рода Euwandesia встречаются в Австралии, Новой Зеландии и на юге Южной Америки..
Подсемейство Tartarothyadinae включает только древний род Tartarothyas, состоящий из нескольких видов, обитающих в источниках и ручьях в умеренной зоне Евразии, Северной Америки и Австралии. Небольшое подсемейство Pseudohydryphantinae включает роды Pseudohydryphantes с несколькими описанными видами, известными из прудов и озёр в северной Евразии и Северной Америке, Австралии и Новой Зеландии, и Cyclohydryphantes, известный только из Австралии. Дейтонимфы и взрослые особи этого подсемейства необычны среди гидрифантидных клещей тем, что они активно и проворно плавают. Подсемейство Protziinae включает многочисленные виды, обитающие в ручьях, в трёх родах. Представители рода Protzia встречаются в умеренных районах Евразии и Северной Америки до юга Коста-Рики, виды близкородственного рода Partnunia распространены в Евразии и на западе Северной Америки, а представители рода Neocalonyx обитают в австральных и альпийских районах Южной Америки и на севере до Коста-Рики. Eupatrellinae — монотипическое подсемейство, включающее два описанных вида из Африки: один из северной части Южной Америки и один из Коста-Рики. Ещё одно монотипическое подсемейство, Diplodontinae, представлено всего несколькими видами рода Diplodontus, обитающими в водоёмах на юге Евразии, Африки и Австралии. Подсемейство Mamersinae — ещё одно монотипическое подсемейство, включающее несколько видов одного рода Mamersa, обитающих в прудах тропических районов Евразии, Африки и Австралии. Подсемейство Ankelothyadinae основано на единственном экземпляре Ankelothyas emydoides Besch, с характерно изменёнными спинными пластинами и передними ногами, собранном в ручье в Чили. Cyclothyadinae включает небольшое число видов рода Cyclothyas, обнаруженных в источниках и ручьях на сильно разобщённых территориях юго-восточной Евразии и юго-западной части Северной Америки, а монотипическое подсемейство Cowichaniinae основано на весьма необычном виде Cowichania interstitialis Smith, обитающем в источниках на западном побережье Северной Америки. Подсемейство Chimerothyadinae содержит только недавно открытый вид Chimerathyas cooki Mitchell, узкоспециализированный обитатель временных водоёмов в Огайо, США, у которого личиночная стадия подавлена.
Подсемейство Euthyadinae (=Thyadinae) — большое и, вероятно, парафилетическое подсемейство, включающее множество видов в более чем 20 родах, обитающих в источниках, ручьях и временных водоёмах по всей Евразии и Северной Америке, по несколько видов в Африке, Центральной и Южной Америке и Австралии. Виды родов Acerbitas (=Thyas) и Panisus имеют бореальные ареалы в Евразии и Северной Америке, что указывает на лауразийское происхождение. Члены некоторых других лавразийских кладов, таких как группа Tadjikothyas + Japonothyas + Columbiathyas и группа Thyasella + Panisellus + Parathyasella + Amerothyasella, демонстрируют крайне разобщённые ареалы в южных районах Евразии и Северной Америки, возникшие в результате фрагментации более непрерывных ареалов в третичный период в результате плейстоценового оледенения. Некоторые роды группы Trichothyas также имеют южное голарктическое распространение, хотя некоторые из них представлены и в Африке. Несмотря на внешнее сходство с базальными родами эутиадин, род Notopanisus имеет аномальное для этого подсемейства распространение: виды сообщаются из горных ручьёв в австральной части Южной Америки, Австралии и Новой Зеландии, что указывает на гондванское происхождение.
Trichothyas muscicola Mitchell имеет крупные и толстые идиосоматические склериты, которые служат для крепления массивных мышц ног, необходимых для ползания по матам влажной растительности, как и многие другие виды Euthyadinae, обитающие в родниках и просачивающихся водах. Личинки эутиадин паразитируют на различных водных клопов Hemiptera, комаров Diptera и ручейников Trichoptera, а также оппортунистически используют наземных хозяев из отрядов Collembola, Thysanoptera и Homoptera, которые регулярно посещают влажную растительность и подстилку по краям водных местообитаний. Митчелл (1953) наблюдал скопления из более чем 100 недавно появившихся личинок T. muscicola, которые посещали куколок комаров-комаров-долгоножек Limonia humidicola, прежде чем прикрепиться к имаго во время экдизии.

## Систематика
Включает более 50 родов и более 300 видов.
Семейство включает более 10 подсемейств: Ankelothyadinae Besch, 1964, Chimerathyadinae Mitchell, 2003, Cowichaniinae I.M. Smith, 1983, Cyclothyadinae Lundblad, 1941, Diplodontinae K. Viets, 1936, Eupatrellinae K. Viets, 1935, Euthyadinae K. Viets, 1931, Hydryphantinae Piersig, 1896, Mamersinae K. Viets, 1931, Protziinae Koenike, 1909, Pseudohydryphantinae K. Viets, 1926, Tartarothyadinae K. Viets, 1934, Wandesiinae Schwoerbel, 1961.
Оздикмен (2006) определил, что родовое название Thyas Koch, 1835 (Acari: Hydryphantidae) является младшим омонимом бабочки Thyas Hiibner, 1824 (Lepidoptera: Noctuidae). Поэтому он предложил замещающее название Acerbitas Özdikmen, 2006 для Thyas Koch, 1835, и Euthyadinae Viets, 1931 для Thyadinae Viets, 1926.
- Acerbitas Özdikmen, 2006[7]
- Albertathyas Smith & Cook, 1998
- Almuerzothyas Goldschmidt & Gerecke, 2003
- Amerothyasella Smith & Cook, 1999
- Ankelothyas Besch, 1964
- Austrotrombella Southcott, 1991
- Balaneothyas Gerecke, 1999
- Calonyx Walter, 1907
- Chimerathyas Mitchell, 2003
- Columbiathyas Smith & Cook, 1998
- Cowichania Smith, 1983
- Cyclohydryphantes Lundblad, 1941
- Cyclothyas Lundblad, 1941
- Dacothyas Motas, 1959
- Deuterothyas Lundblad, 1941
- Diplodontus Dugès, 1834
- Eupanisellus Tuzovskij & Stolbov, 2021
- Eupatrella Walter, 1935
- Euthyas Piersig, 1898
- Euwandesia André & Naudo, 1962
- Georgella Koenike, 1907
- Heterothyas Lundblad, 1941
- Hydrobaderia Oezkan, 1985
- Hydryphantes C. L. Koch, 1841
- Ignacarus Gerecke, 1999
- Iranothyas Bader, 1984
- Japonothyas Imamura & Mitchell, 1967
- Javathyas Viets, 1929
- Kazakhithyas Smit, 2016
- Mamersa Koenike, 1898
- Neocalonyx Walter, 1919
- Neoprotziella Lundblad, 1972
- Notopanisus Besch, 1964
- Panisellus Viets, 1925
- Panisopsis Viets, 1926
- Panisus Koenike, 1896
- Parathyas Lundblad, 1926
- Parathyasella Viets, 1949
- Partnunia Piersig, 1896
- Partnuniella Viets, 1938
- Placothyas Lundblad, 1926
- Protzia Piersig, 1896
- Protziella Lundblad, 1934
- Pseudohydryphantes Viets, 1907
- Pseudothyas Thor, 1899
- Setodiscophrya Jankowski, 1981
- Sindacoides Bader, 1992
- Siskiyouthyas Smith & Cook, 1998
- Tadjikothyas Sokolow, 1948
- Tartarothyas Viets, 1934
- ?Thyas C.L.Koch, 1835 (→Acerbitas)
- Thyasella Viets, 1926
- Thyasides  Lundblad, 1926
- Thyopsella  Cook, 1955
- Thyopsis  Piersig, 1899
- Thyopsoides  Smith & Cook, 1999
- Trichothyas  Viets, 1926
- Trihothyas Lundblad, 1934
- Vietsia Lundblad, 1926
- Walterothyas  Bader, 1984
- Wandesia  Schechtel, 1912
- Zschokkea  Koenike, 1892

## Распространение
Повсеместно.